# هری لیناکر
هری لیناکر (به انگلیسی: Harry Linacre) بازیکن فوتبال زادهٔ ۲۰ ژوئن ۱۸۸۰ اهل کشور انگلستان که سابقهٔ بازی در تیم ملی فوتبال انگلستان را در کارنامهٔ خود دارد. وی در تاریخ ۱۷ مارس ۱۹۰۵ نخستین بازی ملی خود را در مقابل تیم ملی فوتبال ولز انجام داد و با حضور در ۲ بازی ملی، در تاریخ ۱ آوریل ۱۹۰۵ واپسین بازی ملی‌اش را در برابر تیم ملی فوتبال اسکاتلند برگزار کرد.